# 게리 셰필드
게리 안토니안 셰필드(Gary Antonian Sheffield, 1968년 11월 18일 ~ )는 미국의 전 프로 야구 선수로, 1988년부터 2009년까지 22시즌 동안 메이저 리그 베이스볼(MLB)에서 뛰었다.
우투우타이며, 수비 위치는 주로 우익수를 맡았고, 좌익수와 3루수로도 자주 출전했다. 밀워키 브루어스, 샌디에이고 파드리스, 플로리다 말린스, 로스앤젤레스 다저스, 애틀란타 브레이브스, 뉴욕 양키스, 디트로이트 타이거스, 뉴욕 메츠 등 모두 여덟 팀에서 뛰었다. 전성기 시절에는 한 시즌에 30, 40개 이상의 홈런을 쳐내며 메이저 리그 최고의 파워 히터 중 한 명으로 이름을 날렸다. 선수 시절 타격 준비 시에 방망이를 위아래로 계속 흔드는 특이한 타격폼으로도 잘 알려졌다.
통산 2576경기에 출전해 2689개의 안타와 509개의 홈런, 1676 타점, 1475 볼넷, .292의 타율을 기록했다.
2009년 통산 500홈런을 달성하고 나서 은퇴했다.
선수 시절 스테로이드를 사용한 것으로 알려져 논란이 일었다. 현재는 스포츠 에이전트로 일하고 있다.

## 어린 시절
게리 셰필드는 1968년 11월 18일 플로리다주 탬파에서 어머니 베티 진과 그녀의 동거남 마빈 셰필드 사이의 혼외자로 태어났다. 게리를 낳았을 당시 어머니 베티는 나이가 17살에 불과했고, 그녀는 동거남 마빈과 헤어진 뒤에 그녀의 언니 집으로 가서 아기를 혼자서 키우기 시작했다. 게리가 2살이었을 때 어머니 베티는 해럴드 존스라는 이름의 남자와 결혼했는데, 이후로 그녀는 더 이상 아이를 낳지 않고 게리만을 외아들로 키웠다. 한번은 어머니 베티가 아들에게 성을 '셰필드'에서 '존스'로 바꾸는 것이 어떻냐고 묻기도 했지만, 어린 게리 셰필드는 자기의 성을 마음에 들어했고 이후 성을 바꾸지 않았다. 어머니 베티와 함께 셰필드를 길러낸 새아버지 존스는 탬파에 있는 항만 부두에서 여러가지로 일했고, 셰필드를 비롯한 그의 가족들은 그가 8살이 될 때까지 탬파에서 살았다. 탬파에는 백인들이 대다수였지만 셰필드는 이에 상관없이 그들과 잘 어울리며 놀았고, 그는 야구보다 미식축구를 더 좋아했다. 유아기 시절 동그랗고 큰 눈에 불그스름한 머리카락을 가지고서 자꾸 장난치던 셰필드의 모습을 보고, 가족들은 그에게 '버그'(Bug, 벌레)라는 별명을 붙여주었다.
셰필드의 할아버지였던 댄 에드워드 구든은 어린 셰필드와 그의 사촌 데릭, 그리고 그의 삼촌인 드와이트 구든을 한자리에 모아놓고 그들에게 야구에 대한 기술과 지식들을 가르쳐주곤 했다. 할아버지 댄 구든은 180 cm가 넘는 키에 100 kg가 넘는 육중한 몸을 유지했고, 젊은 시절에는 세미프로에서 선수로도 뛰었다. 당시 어린 셰필드는 할아버지와 함께 행크 에런이 홈런 신기록을 세워가는 과정을 지켜보면서, 할아버지에게서 아프리카계 미국인들이 차별받는 현실 속에서도 야구를 통해 일어서는 인종적 자긍심을 물려받았다. 또한 셰필드는 어머니의 13살 어린 동생이자 자신보다 4살 많은 삼촌 드와이트 구든과 집 뒷마당 혹은 공터에서 매일같이 야구를 하며 놀곤 했다. 셰필드는 어린 시절부터 빨랐던 구든의 공을 잡기 어려워 헤매고 종종 구든과 다투면서도, 그 속에서 야구를 배워가기 시작했다. 셰필드는 11살이 되던 해에 자신의 친아버지가 해럴드 존스가 아니라 다른 사람이라는 사실을 알았다. 친아버지 마빈이 도박장을 가지고 있다는 이야기만을 들을 뿐 셰필드가 그와 직접 만날 기회는 별로 없었고, 이후 셰필드는 새아버지 해럴드 존스와 외가 친척들과의 친밀한 관계 속에서 자랐다.

## 프로 야구 경력

### 마이너 리그
고등학교를 마친 후, 밀워키 브루어스가 1986년 메이저 리그 베이스볼 드래프트의 첫 라운드의 6위와 함께 셰필드를 영입하였다. 드래프트된 후에 그는 자신이 57개의 경기들에서 .365 타율과 71 타점을 가진 파이오니어 리그의 헬레나로 수송되었다. 단 하나의 선택은 어느 포지션에서 그가 활약할 것이냐였다. 그는 유격수에 넣어져 그 포지션에서 분투하여 많은 실책을 했다. 1987년 그는 클래스 A 캘리포니아 리그의 스탁턴으로 지정되어 자신의 방어가 향상되었다. 그의 타율은 .300 아래로 내려갔으나 그는 103의 타점에서 리그를 이끌고 그해의 말에 브루어스의 최고 전망으로 선출되었다. 자신의 3번째 시즌에 그는 더블 A에서 메이저 리그로 갔다. 엘파소 디아블로스와 덴버를 위한 134개의 경기들에서 그는 28개의 홈런과 118 타점과 함께 .327점을 타구하여 메이저 리그를 위하여 준비로 숙고되었다.

### 밀워키 브루어스
셰필드는 9월 등록부가 확장될 때 마이너 리그부터 소집되어 1988년 9월 3일 자신의 메이저 리그 데뷔를 하였다. 10대로서 그는 자신이 24개의 경기들에서 .238의 타구 평균과 4개의 홈런과 함께 시즌을 끝냈어도 마크 랭스턴에 자신이 친 첫 경력의 홈런과 함께 빠른 출발을 하였다. 활약에서 쇠퇴와 몇몇의 부상을 당한 후, 그는 출발 유격수를 위한 경주에서 자신이 빌 스피어스와 경쟁하고 있는 것을 찾아냈다. 이후에 그는 3루로 옮기고 그것이 흑인과 백인의 논쟁점이라고 말하여 팀을 비난하였다. 1990년 그는 팀의 타격코치로 기용되어 온 돈 베일러 아래에서 일하였다. 그는 10개의 홈런과 함께 .294점을 타구하면서 시즌을 끝냈다. 자신이 활약이 향상된 동안에 갱의실에서 셰필드와 논쟁이 있었고 백인 스피어스가 활약한 유격수에서 그를 놓는 대신에 3루에 간직한 후 팀이 인종 차별 주의자임을 고발하는 만큼 멀리 갔다. 브루어스와 자신의 마지막 시즌에서 그는 자신의 손목, 엄지손가락과 어깨에 부상을 당하고 50개의 경기들 만에서 활약하였다.

### 샌디에이고 파드리스
밀워키 브루어스에서 4개의 시즌 이후에 팀은 1992년 3월 26일 리키 본즈, 호세 발렌틴과 맷 미스케를 위하여 셰필드를 샌디에이고 파드리스로 이적시켰다. 셰필드는 5월 12일 메이저 리그 경기에서 처음으로 자신의 삼촌 드와이트 구든을 향하여 3개의 타수에서 안타를 얻었다. 자신의 첫 올스타 시즌에서 그는 자신이 홈런과 타점 타이틀을 놓치는 동안에 그해의 거의를 위한 트리플 크라운을 위하여 싸웠으며, 그는 .330점의 평균과 함께 내셔널 리그 타구 타이틀을 우승하였다.
1993년 그는 10개의 홈런을 치고 .295점을 타구하면서 시즌을 시작하고, 미드시즌에 플로리다 말린스로 이적되었다.

### 플로리다 말린스
6월 24일 그는 리치 로드리게스와 함께 트레버 호프먼, 호세 마르티네스와 안드레스 베루멘을 위하여 말린스로 이적되었다. 그는 말리스와 함께 10개의 홈런을 치고 .292점을 타구하며 37개의 득점에서 녹하며 시즌을 끝내고 올스타 경기에서 내셔널 리그를 위한 출발 3루수였다.
시즌의 말기에 말린스는 3루수에서 그를 가장 높은 임금을 받는 선수로 만든 4년간 정책을 주었다. 1994년 시즌 동안에 말린스는 그를 3루에서 우익수로 옮겼으며, 그는 인상적인 투구력과 함께 위대한 성공을 보였다. 1994년부터 1998년까지 셰필드는 말린스와 함께 1996년의 42개를 포함한 112개의 홈런을 치고, 그해의 올스타 경기에 이루어내고, 클리블랜드 인디언스를 상대로 1997년 월드 시리즈에서 팀을 승리로 이끌었다. 이른바 말린스가 계약 연장을 할 수 없고 로스앤젤레스 다저스의 당시 부모 회사 뉴스 코퍼레이션이 인기있는 다저스 선수 마이크 피아자의 이적을 위한 교환에서 말린스와 텔레비전 계약을 안전하게 하는 것을 기대한 이유로 그는 1998년 다저스로 이적되었다.

### 로스앤젤레스 다저스
1998년 5월 14일 그는 마이크 피아자와 토드 자일레를 위하여 마누엘 바리오스, 찰스 존슨, 바비 보니야와 짐 아이젠라이크와 함께 로스앤젤레스 다저스로 이적되었다. 셰필드는 57개의 득점에서 히트를 쳐서 주자를 흠인시키는 동안에 .316점을 타구하고 16개의 홈런을 치면서 다저스와 함께 시즌을 끝냈다. 다저스와 3과 절반의 시즌에서 그는 129개의 홈런을 치고 367개의 득점에서 히트를 쳐서 주자를 흠인시켰다. 그는 다저스와 활약하는 동안에 3개의 올스타 경기에 이루었고 경기에서 최고의 외야수들 중의 하나가 되었다. 그러나 한산기 동안에 그는 다저스가 그들의 돈을 어리석게 쓰고 잘못된 방향에서 슬라이딩 한다고 생각한 이유로 법안 통과 운동을 시작하고 공동적으로 코치들과 동료들을 비난하였다.

### 애틀랜타 브레이브스
2002년 1월 15일 셰필드는 브라이언 조던, 오달리스 페레스와 앤드루 브라운을 위하여 애틀랜타 브레이브스로 이적되었다. 그는 브레이브스와 2개의 시즌을 보내면서 64개의 홈런을 치고 2003년에 132개를 포함한 216개의 타점에서 녹하였다. 브레이브스와 2개의 시즌 이후에 셰필드는 2003년 10월 27일 자신의 장기적 경력에 처음으로 자유 계약 선수가 되었다.

### 뉴욕 양키스
2003년 12월 19일 셰필드와 조지 스타인브레너 사이에 협상 이후에 계약은 3년에 뉴욕 양키스의 3천 9백만 달러와 함께 동의되었다. 그 분량은 거치금에서 13.5백만 달러와 2007년을 위한 1천 3백만 달러의 팀 선택을 포함하였다. 그는 데릭 지터, 제이슨 지암비와 새롭게 기용된 알렉스 로드리게스를 포함한 배치에 가입하였다. 양키스와 자신의 첫 시즌에서 셰필드는 느리게 시작하였으나 36개의 홈런, 121개의 득점과 .290점의 타구 평균과 함께 시즌을 끝내 MVP 투표에서 블라디미르 게레로의 뒤로 밀려 2위를 하는 데 도움을 주었다. 양키스와 자신의 두번째 시즌에서 그는 지속적으로 잘 하여 또 다른 34개의 홈런을 치고 123개의 득점에서 히트를 쳐서 주자를 흠인시켰다. 셰필드는 2006년 4월 29일 토론토 블루제이스의 셰이 힐렌브랜드와 부딪치기 전에 .300점의 타구 평균과 30개의 홈런을 위한 한 걸음에 그해의 시즌을 시작하였다. 부상에 불구하고 그는 활약하는 노력을 하였으나 최종적으로 손목 수술이 필요하였다. 셰필드는 9월 후순까지 돌아오지 않았다. 그는 바비 애브루에게 우익수 직업을 잃었다. 그해의 시즌 말기에 양키스는 셰필드의 2007년 선택을 들어올려 디트로이트 타이거스로 이적시켰다.

### 디트로이트 타이거스

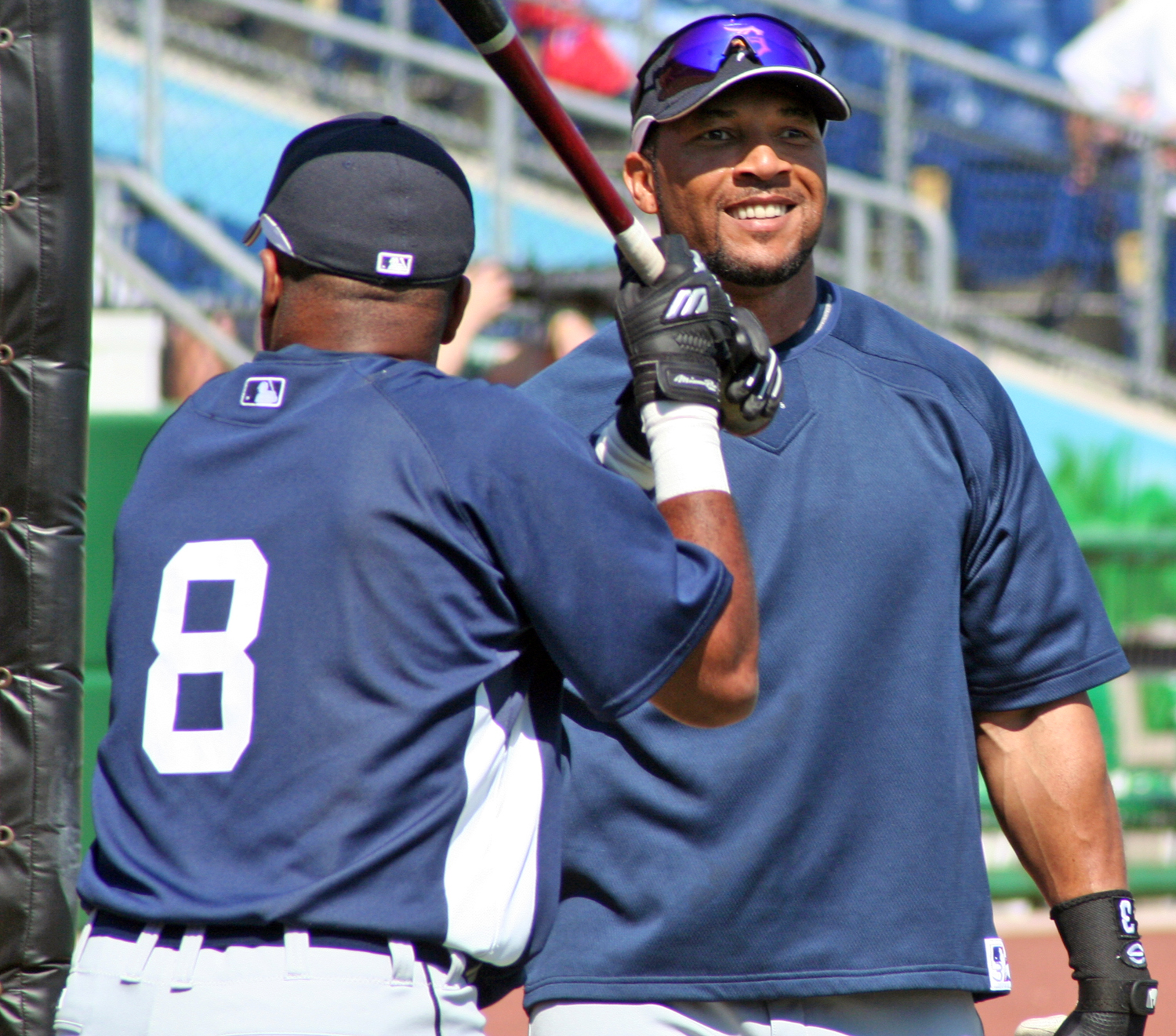
디트로이트 타이거스와 함께 한 셰필드 (오른쪽)

2006년 11월 10일 그는 마이너 리그 투스들 움베르토 산체스, 케빈 휄런과 앤서니 클래깃을 위하여 디트로이트 타이거스로 이적되었다. 이적 후에 셰필드는 2천 8백만 달러의 연장인 2년에 계약되었다. 타이거스의 자신의 첫 시즌에서 그는 75 타점과 .265점의 타구 평균과 함께 25개의 홈런을 쳤다. 셰필드는 또한 2004년 이래 자신의 첫 1루타를 치고, 1990년 이래 처음으로 20개를 도루하였다. 그는 알렉스 로드리게스, 그래디 사이즈모어, 이언 킨즐러, B. J. 업턴과 전 동료 선수 커티스 그랜더슨과 더불어 적어도 20개의 홈런과 20개의 도루를 가지는 데 아메리칸 리그에서 단 6명의 타수들 중의 하나이기도 하였다.
2008년 9월 8일 오클랜드 애슬레틱스를 상대로 경기에서 셰필드는 메이저 리그 베이스볼 역사상 자신의 250000번째 정규 시즌 홈런을 쳤다. 홈런은 기오 곤살레스에 만루 홈런이었다. 셰필드는 자신의 이전 타수에서 곤살레스를 상대로 야구의 249999번째 홈런을 쳤다. 셰필드는 499개의 홈런과 함께 2008년 시즌을 끝냈다.
2009년 3월 31일 1천 4백만 달러의 빚을 짐에 불구하고 셰필드는 타이거스에서 나왔다.

### 뉴욕 메츠

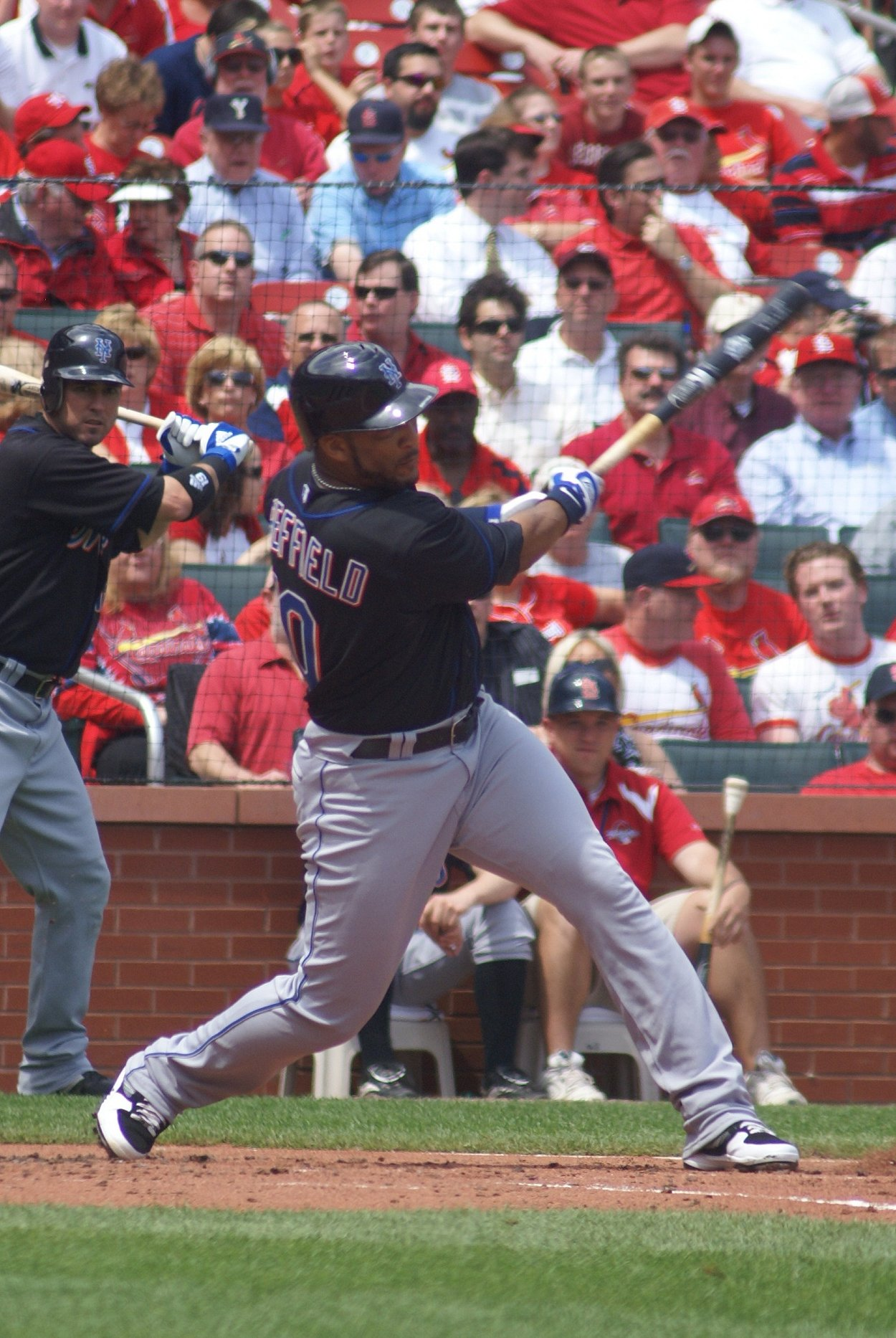
뉴욕 메츠를 위하여 타구하는 셰필드

4월 3일 셰필드는 2009년 시즌을 위하여 뉴욕 메츠와 계획으로 동의되었고 그는 다음 날에 계획에 최종적으로 승인하였다. 4월 17일 셰필드는 밀워키 브루어스를 상대로 경기에서 자신의 500번째 홈런을 쳐 메이저 리그 베이스볼 역사상 중대한 사건에 도달한 25번째 선수가 되었으며, 대타자로서와 메츠 유니폼에서 이것을 활용한 첫 선수이다. 셰필드는 20세 이전과 40세 이후에 홈런을 치는 데 메이저 리그 역사상 3번째 선수이며 타이 콥, 알렉스 로드리게스와 러스티 스타우브에게 가입하였다.
셰필드는 메츠가 그에게 계약 연장을 거절할 때 8월에 경기의 밖에 앉았다.

### 은퇴
2010년 경기에 나가지 않은 셰필드는 2011년을 위하여 팀과 함께 계약을 맺고 싶어한 것을 시초적으로 제안하였어도 그해 봄 훈련의 시작에서 은퇴를 선언하였다.

## 개인 생활
그와 부인 딜리언 리처즈는 현재 플로리다주 탬파에 거주하고 있다. 그들은 3명의 아들을 두었다. 셰필드는 이전의 연애로부터 4명의 자식을 두기도 하였다.
딜리언은 찬송가 녹음 아티스트이며, 양키 스타디움과 다저 스타디움에서 둘다 국가를 불렀다.